# Eremogone
Eremogone biljni rod smješten u vlastiti tribus tribus Eremogoneae, dio porodice klinčićevki. Pripada mu 101 vrsta iz holarktika.

## Vrste
1. Eremogone aberrans (M. E. Jones) Ikonn.
2. Eremogone acerosa (Boiss.) Ikonn.
3. Eremogone acicularis (F. N. Williams) Ikonn.
4. Eremogone aculeata (S. Watson) Ikonn.
5. Eremogone acutisepala (Hausskn. ex F. N. Williams) Ikonn.
6. Eremogone aksayqingensis (L. H. Zhou) Rabeler & W. L. Wagner
7. Eremogone ali-gulii Koç & Hamzaoglu
8. Eremogone androsacea (Grubov) Ikonn.
9. Eremogone angustisepala (Mc Neill) Ikonn.
10. Eremogone armeniaca (Boiss.) Holub
11. Eremogone asiatica (Schischk.) Ikonn.
12. Eremogone baxoiensis (L. H. Zhou) Dillenb. & Kadereit
13. Eremogone biebersteinii (Schltdl.) Holub
14. Eremogone blepharophylla (Boiss.) Ikonn.
15. Eremogone brachypetala (Grossh.) Czerep.
16. Eremogone brevipetala (Tsui & L. H. Zhou) Sadeghian & Zarre
17. Eremogone bryophylla (Fernald) Sadeghian & Zarre
18. Eremogone capillaris (Poir.) Fenzl
19. Eremogone cephalotes (M. Bieb.) Fenz I
20. Eremogone cliftonii Rabeler & R. L. Hartm.
21. Eremogone commagenae (Çeleb. & Favarger) Rabeler & W. L. Wagner
22. Eremogone congesta (Nutt. ex Torr. & A. Gray) Ikonn.
23. Eremogone cucubaloides (Sm.) Hohen.
24. Eremogone curvifolia (Majumdar) Pusalkar & D. K. Singh
25. Eremogone davisii (Mc Neill) Holub
26. Eremogone dianthoides (Sm.) Ikonn.
27. Eremogone drypidea (Boiss.) Ikonn.
28. Eremogone eastwoodiae (Rydb.) Ikonn.
29. Eremogone edgeworthiana (Majumdar) Sadeghian & Zarre
30. Eremogone fendleri (A. Gray) Ikonn.
31. Eremogone ferganica (Schischk.) Ikonn.
32. Eremogone ferrisiae (Abrams) R. L. Hartm. & Rabeler
33. Eremogone ferruginea (Duthie ex Williams) Rabeler & W. L. Wagner
34. Eremogone festucoides (Benth.) Rabeler & W. L. Wagner
35. Eremogone formosa (Fisch. ex Ser.) Fenzl
36. Eremogone franklinii (Douglas ex Hook.) R. L. Hartm. & Rabeler
37. Eremogone fursei (Lazkov) Lazkov & Sennikov
38. Eremogone gerzensis (L. H. Zhou) Rabeler & W. L. Wagner
39. Eremogone glaucescens (H. J. P. Winkl.) Ikonn.
40. Eremogone globuliflora (Rech. fil.) Ikonn.
41. Eremogone graminea (C. A. Mey.) C. A. Mey. ex Fisch. & Mey
42. Eremogone griffithii (Boiss.) Ikonn.
43. Eremogone grueningiana (Pax & K. Hoffm.) Rabeler & W. L. Wagner
44. Eremogone gypsophiloides (L.) Fenzl
45. Eremogone haitzeshanensis (Tsui ex L. H. Zhou) Rabeler & W. L. Wagner
46. Eremogone holostea (M. Bieb.) Rupr.
47. Eremogone hookeri (Nutt. ex T. & G.) W. A. Weber
48. Eremogone ikonnikovii Knjaz.
49. Eremogone insignis (Litv.) Ikonn.
50. Eremogone isaurica (Boiss.) Ikonn.
51. Eremogone ischnophylla (F. N. Williams) Rabeler & W. L. Wagner
52. Eremogone jakutorum (A. P. Khokhr) N. S. Pavlova
53. Eremogone juncea (M. Bieb.) Fenzl
54. Eremogone kansuensis (Maxim.) Dillenb. & Kadereit
55. Eremogone kingii (S. Watson) Ikonn.
56. Eremogone koelzii (Rech. fil.) Ikonn.
57. Eremogone koriniana (Fisch. ex Fenzl) Ikonn.
58. Eremogone kumaonensis (Maxim.) Rabeler & W. L. Wagner
59. Eremogone ladyginae (Kozhevn.) Ikonn.
60. Eremogone lancangensis (L. H. Zhou) Rabeler & W. L. Wagner
61. Eremogone ledebouriana (Fenzl) Ikonn.
62. Eremogone litwinowii (Schischk.) Ikonn.
63. Eremogone loisiae N. H. Holmgren & P. K. Holmgren
64. Eremogone longifolia (M. Bieb.) Fenzl
65. Eremogone lychnidea (M. Bieb.) Rupr.
66. Eremogone macradenia (S. Watson) Ikonn.
67. Eremogone macrantha (Schischk.) Ikonn.
68. Eremogone meyeri (Fenzl) Ikonn.
69. Eremogone micradenia (P. A. Smirn.) Ikonn.
70. Eremogone minuartioides Dillenb. & Kadereit
71. Eremogone mongolica (Schischk.) Ikonn.
72. Eremogone mukerjeeana (Majumdar) Rabeler & W. L. Wagner
73. Eremogone multiflora (Gilli) Ikonn.
74. Eremogone oosepala (Bordz.) Czerep.
75. Eremogone paulsenii (H. J. P. Winkl.) Ikonn.
76. Eremogone picta (Sm.) Dillenb. & Kadereit
77. Eremogone polaris (Schischk.) Ikonn.
78. Eremogone polycnemifolia (Boiss.) Holub
79. Eremogone potaninii (Schischk.) Rabeler & W. L. Wagner
80. Eremogone przewalskii (Maxim.) Ikonn.
81. Eremogone pseudacantholimon (Bornm.) Holub
82. Eremogone pulvinata (Edgew.) Rabeler & W. L. Wagner
83. Eremogone pumicola (Coville & Leiberg) Ikonn.
84. Eremogone qinghaiensis (Tsui & L. H. Zhou) Rabeler & W. L. Wagner
85. Eremogone rigida (M. Bieb.) Fenzl
86. Eremogone roborowskii (Maxim.) Rabeler & W. L. Wagner
87. Eremogone saxatilis (L.) Ikonn.
88. Eremogone scariosa (Boiss.) Holub
89. Eremogone shannanensis (L. H. Zhou) Rabeler & W. L. Wagner
90. Eremogone sinaica (Boiss.) Dillenb. & Kadereit
91. Eremogone stenomeres (Eastw.) Ikonn.
92. Eremogone surculosa (Rech. fil.) Ikonn.
93. Eremogone szowitsii (Boiss.) Ikonn.
94. Eremogone taibaishanensis (L. H. Zhou) Rabeler & W. L. Wagner
95. Eremogone talassica (Adylov) Czerep.
96. Eremogone tetrasticha (Boiss.) Ikonn.
97. Eremogone tschuktschorum (Regel) Ikonn.
98. Eremogone turlanica (Bajtenov) Czerep.
99. Eremogone ursina (Rob.) Ikonn.
100. Eremogone zadoiensis (L. H. Zhou) Rabeler & W. L. Wagner
101. Eremogone zargariana (Parsa) Holub